# Elisabetta Querini (morta nel 1559)
Elisabetta Querini (Venezia, tra il 1496 e il 1498 – 1º febbraio 1559) è stata una nobildonna italiana.

## Biografia
Figlia di Francesco Querini e di Lucrezia Badoer, sposò nel 1512 il patrizio Lorenzo Massolo, appartenente ad una nobile famiglia che commerciava nel Ducato di Candia. Dalla loro unione nacquero una figlia, morta prematuramente, e un figlio, Pietro Massolo.
Grazie alla sfera d'influenza del prozio Girolamo Querini, ebbe modo di entrare nella cerchia ristretta di letterati ed artisti presenti a Venezia nella prima metà del XVI secolo, divenendo ben presto musa ispiratrice dapprima di Pietro Bembo (che fece commisionare a Tiziano un suo ritratto, menzionato da Pietro Aretino) e successivamente di Giovanni Della Casa.